# Jorge I da Geórgia
Jorge I da Geórgia (em georgiano: გიორგი I; romaniz.: Giorgi I), da Casa de Bagrationi, foi um rei da Geórgia entre 1014 e sua morte em 1027 que passou a maior parte de seu reinado numa sangrenta e infrutífera guerra territorial contra o Império Bizantino.

## Primeiros anos
Jorge nasceu em 998 ou, de acordo com uma versão mais recente das "Crônicas Georgianas", em 1002, filho do rei Pancrácio III. Quando seu pai morreu, em 7 de maio de 1014, herdou os reinos da Abecásia, Ibéria e a Caquécia reunidos num único domínio da Geórgia. Como seu predecessor, Jorge continuou a ser intitulado "rei dos abecásios ("ap'xaz") e dos georgianos ("k'art'veli"). Fontes da época, porém, frequentemente omitiam um dos dois títulos para abreviá-lo.
A pouca idade do novo soberano foi imediatamente explorada pelos grandes nobres, que vinham sendo oprimidos pelo duro governo de Pancrácio III. No ano da morte dele ou pouco depois, as províncias mais orientais da Caquécia (Kakheti) e Herécia, que haviam sido conquistadas com muito esforço por Pancrácio III, se revoltaram e reinstalaram um governo local sob a liderança de Círico III (r. 1010/4–1029), que também incorporou uma parte da região vizinha da Albânia (Ran), o que lhe deu condições de se autoproclamar "rei dos caquécios e ranianos". Jorge I não conseguiu impedir a secessão e tentou se aliar ao novo reino ao invés de reincorporá-lo à Geórgia, o que deixou para os herdeiros de Círico uma reivindicação ao trono que perduraria muito tempo.

## Guerra e paz com os bizantinos
O maior evento político e militar do reinado de Jorge, a guerra contra o Império Bizantino, tem sua raiz na década de 990, quando o príncipe georgiano David III Curopalata, depois de sua fracassada revolta contra o imperador Basílio II, teve que concordar em deixar como herança ao imperador suas extensas propriedades em Tao e redondezas. Todos os esforços realizados pelo enteado de David e pai de Pancrácio IV, Pancrácio III, para evitar a anexação foram em vão. Jovem e ambicioso, Jorge se lançou em uma campanha para restaurar o território georgiano dos curopalatas e ocupou Tao em 1015/6. Ele também se aliou ao califa fatímida Aláqueme Biamir Alá (r. 996–1021), um acordo que criou grande dificuldade para Basílio e impediu que o imperador respondesse rapidamente à ofensiva.
Além disso, os bizantinos estavam, na época, envolvidos em sua implacável guerra contra o Império Búlgaro no ocidente. Mas tão logo a Bulgária foi conquistada e Aláqueme morreu, Basílio liderou seu exército contra o Reino da Geórgia. Uma custosa guerra se arrastou por dois anos e terminou em uma vitória decisiva de Basílio que forçou Jorge a concordar com um tratado de paz cujos termos o obrigaram não apenas a abandonar seus direitos sobre Tao, mas render diversos outros domínios no sudoeste a Basílio e deixar seu filho de três anos de idade, Pancrácio, como refém na corte bizantina. Depois do tratado, o católico-patriarca Melquisedeque I da Geórgia visitou Constantinopla e conseguiu ajuda financeira para a construção do "Svetitskhoveli" (literalmente, o "Pilar Vivo"), uma grande catedral ortodoxa na cidade georgiana oriental de Misqueta.
Depois disso, Basílio manteve a paz com a Geórgia, permitindo inclusive que o príncipe Pancrácio voltasse para casa dois anos depois (1025). Porém, o novo imperador, Constantino VIII, sucessor de Basílio, decidiu trazê-lo de volta, mas o enviado imperial não conseguiu mais recuperar o garoto, que já estava seguro com os georgianos. As relações entre os dois estados se deteriorou rapidamente a partir daí, principalmente depois que uma conspiração organizada por um Nicéforo Comneno, um arconte de Vaspuracânia, e que supostamente teria tido o envolvimento de Jorge I, foi descoberta.
Jorge I estava evidentemente se preparando para vingar sua derrota, mas morreu subitamente em Trialécia em 16 de agosto de 1027. Foi enterrado na Catedral de Bagrati em sua capital, Cutáissi. Uma cova recém-descoberta que teria sido roubada no século XIX foi proposta como sendo de Jorge I.

## Família
Jorge I casou-se duas vezes. A primeira com uma princesa armênia Maria de Vaspuracânia, com quem teve:
- Pancrácio IV da Geórgia, seu sucessor.
- Guaranducte
- Marta
- Kata;

Em seguida, casou-se com Alde da Alânia, com quem teve:
- Demétrio, príncipe da Geórgia